# Fuente del Arco (ort)
Fuente del Arco är en ort i Spanien.   Den ligger i provinsen Provincia de Badajoz och regionen Extremadura, i den sydvästra delen av landet, 300 km sydväst om huvudstaden Madrid. Fuente del Arco ligger 741 meter över havet och antalet invånare är 732.
Terrängen runt Fuente del Arco är kuperad åt sydväst, men åt nordost är den platt. Fuente del Arco ligger uppe på en höjd. Runt Fuente del Arco är det glesbefolkat, med 10 invånare per kvadratkilometer. Närmaste större samhälle är Llerena, 13,8 km nordväst om Fuente del Arco. Omgivningarna runt Fuente del Arco är huvudsakligen savann.